# Десабр, Себастьен
Себастьен Десабр (фр. Sébastien Desabre; род. 2 августа 1976, Валанс, Франция) — французский футбольный тренер.

## Карьера
С 2010 года (с перерывами) тренирует на африканском континенте: за это время успел поработать в семи странах. Вместе со своими командами французу удавалось побеждать в чемпионатах Камеруна, Туниса и Анголы. В конце 2017 года Десабр возглавил сборную Уганды, после ухода её бывшего наставника Милутина Средоевича в «Орландо Пайретс». Его месячная зарплата в ней составила 25 тысяч долларов. Под его руководством «журавли» в 2019 году выступали в финальной части Кубка африканских наций в Египте. Угандийцам удалось выйти в плей-офф со второго места в группе «А», а в 1/8 финала они с минимальным счетом уступили Сенегалу (0:1). Однако, несмотря на успешное выступление (более 40 лет местные футболисты не выходили в плей-офф континентального чемпионата), контракт со специалистом был расторгнут на следующий день после вылета сборной.
В 2023 году француз вернулся к работе со сборными, возглавив команду Демократической Республики Конго. В начале следующего года французу удалось добиться уникального достижения на Кубке африканских наций в Нигерии: без единой победы в основное время ему удалось вывести конголезцев в четвертьфинал: в своей группе «леопарды» стали вторыми, трижды сыграв вничью, а в рамках 1/8 финала они в серии пенальти оказались сильнее Египта.

## Достижения
- Чемпион Туниса: 2013/14.
- Чемпион Камеруна: 2013.
- Чемпион Анголы: 2015.
- Обладатель Кубка Кот-д’Ивуара: 2011.
- Обладатель Суперкубка Кот-д’Ивуара: 2011.